# Invasion de la Bande orientale par l'armée luso-brésilienne

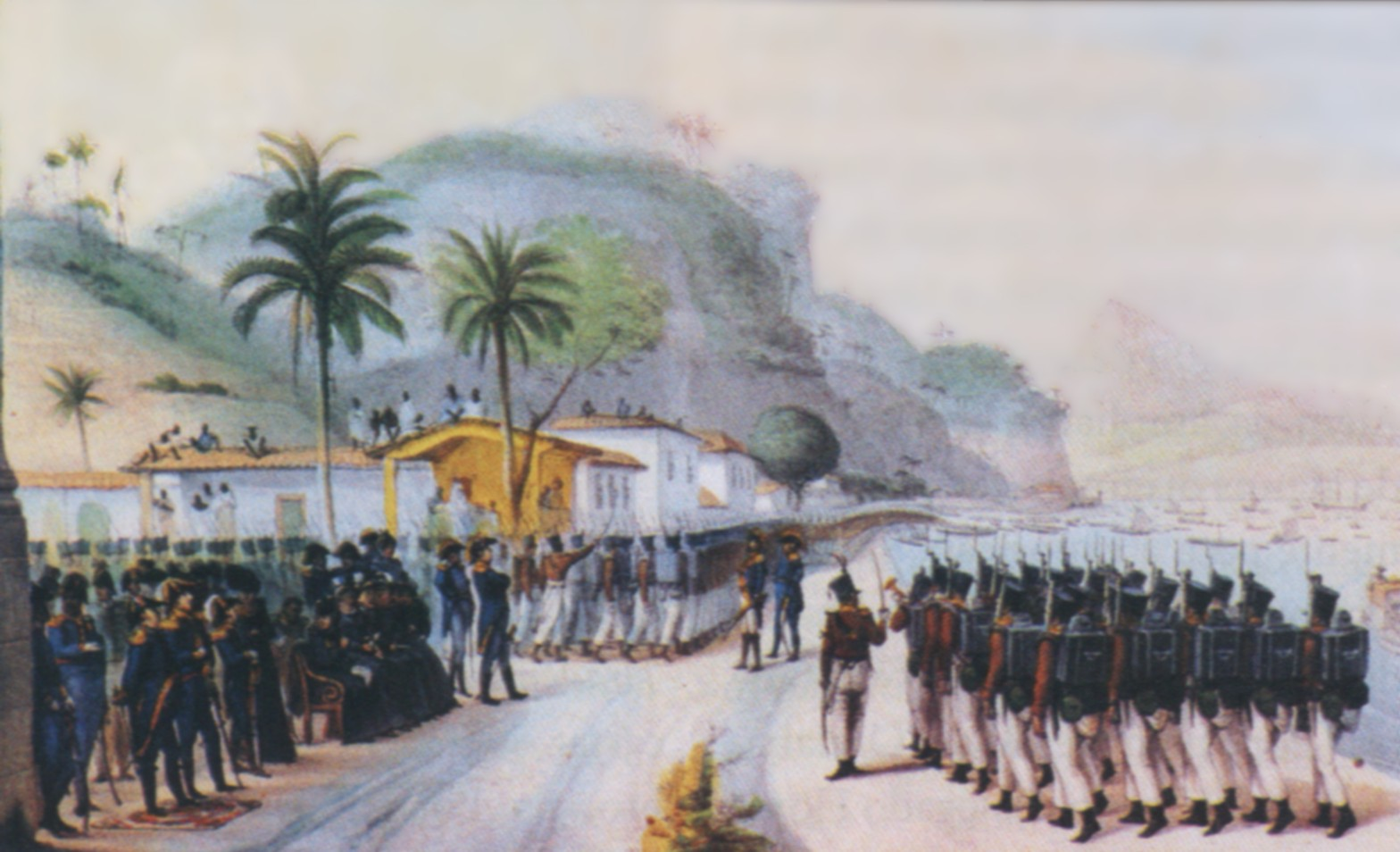
Embarquement à Rio des troupes luso-brésiliennes en partance pour l'Uruguay en 1816

L'invasion de la Bande orientale par l'armée luso-brésilienne est un épisode de l'histoire de l'Uruguay survenu entre 1816 et 1820. Elle aboutit à la conquête et à l'annexion de la Bande orientale, une zone tampon située entre les empires coloniaux espagnol et portugais. Correspondant à l'actuel Uruguay, la Bande orientale prend dès lors le nom de Province cisplatine.